# Heinrich Junge
Heinrich Junge (geboren 31. Dezember 1869; gestorben 7. Juli 1945) war ein deutscher Gärtnermeister und Namensgeber der als Familienunternehmen über vier Generationen geführten Gärtnerei Stauden Junge am Stadtrand von Hameln.

## Leben
Nach seiner Ausbildung zum Gärtnermeister gründete Heinrich Junge 1896 eine Stauden- und Dahliengärtnerei, für dessen Produkte seine Firma, die rasch zur Lieferantin königlicher und zahlreicher fürstlicher Höfe aufstieg, vom Ende des 19. Jahrhunderts bis gegen Ende des Deutschen Kaiserreichs mit zahlreichen Auszeichnungen geehrt wurde.
Spätestens ab den 1920er Jahren leitete Junge als Vorsitzender und Präsident die Deutsche Dahliengesellschaft, trat nach der Machtergreifung durch die Nationalsozialisten jedoch zurück, um sich ganz auf sein Amt als Leiter der Abteilung Gartenbau in der Landesbauernschaft in Hannover zu konzentrieren. Aus diesem Grunde legte er Junge, der daraufhin zum Ehrenpräsidenten der Gesellschaft ernannt wurde, im Mai 1934 auch sein Amt als Erster Vorsitzender des Kreis-Obstbau-Vereins Hameln-Pyrmont ab.
Heinrich Junge starb kurz vor dem Ende des Zweiten Weltkrieges im Alter von 75 Lebensjahren.

## Schriften (Auswahl)
- Verzeichnis über Sämereien und Pflanzen, 1899
  - Nachdruck der Erstausgabe, Norderstedt: Hansebooks GmbH, 2017, ISBN 978-3-7446-5526-2
- Anlage und Bepflanzung von Wasserbehältern zur Verschönerung unserer Gärten, Hannover: Druck der Göhmannschen Buchdruckerei, 1904; Volltext-Digitalisat über die Zentralbibliothek der TU und UdK Berlin
- Seerosen und andere Wasserpflanzen für die Kultur im Freien. Mit 12 Abbildungen (= Lehrmeister-Bücherei, Nr. 141), Leipzig: Hachmeister & Thal, 1911; Digitalisat
  - 3. Auflage in der Neubearbeitung von Georg Friedrich Junge, Leipzig: Hachmeister & Thal, [1938]
- Die Dahlie. (Dahlia variabilis), ihre Geschichte, Kultur und Verwendung. Ein Buch für den Fachmann und Liebhaber, mit 74 Abbildungen und 8 Farbentafeln, hrsg. unter Mitwirkung der bekanntesten Züchter und Fachleute von der Deutschen Dahlien-Gesellschaft, Berlin: Gärtnerische Verlags-Gesellschaft, 1926; Inhaltsverzeichnis

Periodika:
- Niedersächsische Stauden-, Dahlien- und Wasserpflanzen-Kulturen, 33. Jahrgang (1929), Digitalisat über das Internetarchiv archive.org